# Женская сборная Финляндии по футболу
Женская сборная Финляндии по футболу — национальная команда, представляющая Финляндию на чемпионатах Европы и мира среди женщин. Первый неофициальный обладатель Кубка мира (1979 год).

## История выступления на международных турнирах

### Чемпионаты Европы
| Финальная стадия | Финальная стадия       | Финальная стадия       | Финальная стадия       | Финальная стадия       | Финальная стадия       | Финальная стадия       | Финальная стадия       | Финальная стадия       | Финальная стадия       |                                     | Квалификация                        | Квалификация                        | Квалификация                        | Квалификация                        | Квалификация                        | Квалификация                        | Квалификация |
| Год              | Раунд                  | Место                  | И                      | В                      | Н                      | П                      | МЗ                     | МП                     | РМ                     | И                                   | В                                   | Н                                   | П                                   | МЗ                                  | МП                                  | РМ                                  |              |
| ---------------- | ---------------------- | ---------------------- | ---------------------- | ---------------------- | ---------------------- | ---------------------- | ---------------------- | ---------------------- | ---------------------- | ----------------------------------- | ----------------------------------- | ----------------------------------- | ----------------------------------- | ----------------------------------- | ----------------------------------- | ----------------------------------- | ------------ |
| 1984             | Не прошла квалификацию | Не прошла квалификацию | Не прошла квалификацию | Не прошла квалификацию | Не прошла квалификацию | Не прошла квалификацию | Не прошла квалификацию | Не прошла квалификацию | Не прошла квалификацию | 6                                   | 2                                   | 0                                   | 5                                   | 5                                   | 17                                  | −12                                 |              |
| 1987             | Не прошла квалификацию | Не прошла квалификацию | Не прошла квалификацию | Не прошла квалификацию | Не прошла квалификацию | Не прошла квалификацию | Не прошла квалификацию | Не прошла квалификацию | Не прошла квалификацию | 6                                   | 1                                   | 2                                   | 3                                   | 2                                   | 6                                   | −4                                  |              |
| 1989             | Не прошла квалификацию | Не прошла квалификацию | Не прошла квалификацию | Не прошла квалификацию | Не прошла квалификацию | Не прошла квалификацию | Не прошла квалификацию | Не прошла квалификацию | Не прошла квалификацию | 6                                   | 1                                   | 2                                   | 3                                   | 9                                   | 11                                  | −2                                  |              |
| 1991             | Не прошла квалификацию | Не прошла квалификацию | Не прошла квалификацию | Не прошла квалификацию | Не прошла квалификацию | Не прошла квалификацию | Не прошла квалификацию | Не прошла квалификацию | Не прошла квалификацию | 6                                   | 1                                   | 2                                   | 3                                   | 3                                   | 6                                   | −3                                  |              |
| 1993             | Не прошла квалификацию | Не прошла квалификацию | Не прошла квалификацию | Не прошла квалификацию | Не прошла квалификацию | Не прошла квалификацию | Не прошла квалификацию | Не прошла квалификацию | Не прошла квалификацию | 4                                   | 0                                   | 2                                   | 2                                   | 3                                   | 12                                  | −9                                  |              |
| 1995             | Не прошла квалификацию | Не прошла квалификацию | Не прошла квалификацию | Не прошла квалификацию | Не прошла квалификацию | Не прошла квалификацию | Не прошла квалификацию | Не прошла квалификацию | Не прошла квалификацию | 6                                   | 2                                   | 3                                   | 1                                   | 8                                   | 7                                   | +1                                  |              |
| 1997             | Не прошла квалификацию | Не прошла квалификацию | Не прошла квалификацию | Не прошла квалификацию | Не прошла квалификацию | Не прошла квалификацию | Не прошла квалификацию | Не прошла квалификацию | Не прошла квалификацию | 8                                   | 1                                   | 1                                   | 6                                   | 2                                   | 24                                  | −22                                 |              |
| 2001             | Не прошла квалификацию | Не прошла квалификацию | Не прошла квалификацию | Не прошла квалификацию | Не прошла квалификацию | Не прошла квалификацию | Не прошла квалификацию | Не прошла квалификацию | Не прошла квалификацию | 8                                   | 2                                   | 0                                   | 6                                   | 8                                   | 21                                  | −13                                 |              |
| 2005             | 1/2 финала             | 3                      | 4                      | 1                      | 1                      | 2                      | 5                      | 8                      | −3                     | 10                                  | 4                                   | 4                                   | 2                                   | 16                                  | 7                                   | +9                                  |              |
| 2009             | 1/4 финала             |                        | 4                      | 2                      | 0                      | 2                      | 5                      | 5                      | 0                      | Квалифицирована как хозяйка турнира | Квалифицирована как хозяйка турнира | Квалифицирована как хозяйка турнира | Квалифицирована как хозяйка турнира | Квалифицирована как хозяйка турнира | Квалифицирована как хозяйка турнира | Квалифицирована как хозяйка турнира |              |
| 2013             | гр. турнир             |                        | 3                      | 0                      | 2                      | 1                      | 1                      | 6                      | −5                     | 8                                   | 6                                   | 1                                   | 1                                   | 22                                  | 4                                   | +18                                 |              |
| 2017             | Не прошла квалификацию | Не прошла квалификацию | Не прошла квалификацию | Не прошла квалификацию | Не прошла квалификацию | Не прошла квалификацию | Не прошла квалификацию | Не прошла квалификацию | Не прошла квалификацию | 8                                   | 4                                   | 1                                   | 3                                   | 17                                  | 12                                  | +5                                  |              |
| 2022             | гр. турнир             |                        | 3                      | 0                      | 0                      | 3                      | 1                      | 8                      | −7                     | 8                                   | 7                                   | 1                                   | 0                                   | 24                                  | 2                                   | +22                                 |              |
| Всего            | 4/13                   | —                      | 14                     | 3                      | 3                      | 8                      | 12                     | 27                     | −15                    | 84                                  | 31                                  | 19                                  | 34                                  | 119                                 | 129                                 | −10                                 |              |

### Чемпионаты мира
| Финальная стадия | Финальная стадия       | Финальная стадия       | Финальная стадия       | Финальная стадия       | Финальная стадия       | Финальная стадия       | Финальная стадия       | Финальная стадия       | Финальная стадия       |           | Квалификация | Квалификация | Квалификация | Квалификация | Квалификация | Квалификация | Квалификация |
| Год              | Раунд                  | Место                  | И                      | В                      | Н                      | П                      | МЗ                     | МП                     | РМ                     | И         | В            | Н            | П            | МЗ           | МП           | РМ           |              |
| ---------------- | ---------------------- | ---------------------- | ---------------------- | ---------------------- | ---------------------- | ---------------------- | ---------------------- | ---------------------- | ---------------------- | --------- | ------------ | ------------ | ------------ | ------------ | ------------ | ------------ | ------------ |
| 1991             | Не прошла квалификацию | Не прошла квалификацию | Не прошла квалификацию | Не прошла квалификацию | Не прошла квалификацию | Не прошла квалификацию | Не прошла квалификацию | Не прошла квалификацию | Не прошла квалификацию | ЕВРО-1991 | ЕВРО-1991    | ЕВРО-1991    | ЕВРО-1991    | ЕВРО-1991    | ЕВРО-1991    | ЕВРО-1991    |              |
| 1995             | Не прошла квалификацию | Не прошла квалификацию | Не прошла квалификацию | Не прошла квалификацию | Не прошла квалификацию | Не прошла квалификацию | Не прошла квалификацию | Не прошла квалификацию | Не прошла квалификацию | ЕВРО-1995 | ЕВРО-1995    | ЕВРО-1995    | ЕВРО-1995    | ЕВРО-1995    | ЕВРО-1995    | ЕВРО-1995    |              |
| 1999             | Не прошла квалификацию | Не прошла квалификацию | Не прошла квалификацию | Не прошла квалификацию | Не прошла квалификацию | Не прошла квалификацию | Не прошла квалификацию | Не прошла квалификацию | Не прошла квалификацию | 8         | 3            | 1            | 4            | 8            | 9            | −1           |              |
| 2003             | Не прошла квалификацию | Не прошла квалификацию | Не прошла квалификацию | Не прошла квалификацию | Не прошла квалификацию | Не прошла квалификацию | Не прошла квалификацию | Не прошла квалификацию | Не прошла квалификацию | 6         | 1            | 0            | 5            | 4            | 24           | −20          |              |
| 2007             | Не прошла квалификацию | Не прошла квалификацию | Не прошла квалификацию | Не прошла квалификацию | Не прошла квалификацию | Не прошла квалификацию | Не прошла квалификацию | Не прошла квалификацию | Не прошла квалификацию | 8         | 5            | 1            | 2            | 16           | 5            | +11          |              |
| 2011             | Не прошла квалификацию | Не прошла квалификацию | Не прошла квалификацию | Не прошла квалификацию | Не прошла квалификацию | Не прошла квалификацию | Не прошла квалификацию | Не прошла квалификацию | Не прошла квалификацию | 8         | 6            | 1            | 1            | 25           | 6            | +19          |              |
| 2015             | Не прошла квалификацию | Не прошла квалификацию | Не прошла квалификацию | Не прошла квалификацию | Не прошла квалификацию | Не прошла квалификацию | Не прошла квалификацию | Не прошла квалификацию | Не прошла квалификацию | 10        | 7            | 0            | 3            | 27           | 9            | +18          |              |
| 2019             | Не прошла квалификацию | Не прошла квалификацию | Не прошла квалификацию | Не прошла квалификацию | Не прошла квалификацию | Не прошла квалификацию | Не прошла квалификацию | Не прошла квалификацию | Не прошла квалификацию | 8         | 3            | 1            | 4            | 9            | 13           | −4           |              |
| 2023             | Не прошла квалификацию | Не прошла квалификацию | Не прошла квалификацию | Не прошла квалификацию | Не прошла квалификацию | Не прошла квалификацию | Не прошла квалификацию | Не прошла квалификацию | Не прошла квалификацию | 8         | 3            | 1            | 4            | 14           | 12           | +2           |              |
| Всего            | 0/9                    | —                      | 0                      | 0                      | 0                      | 0                      | 0                      | 0                      | 0                      | 56        | 28           | 5            | 23           | 103          | 78           | +25          |              |

1. 1 2  В ничьи включены также матчи плей-офф, которые завершились послематчевыми пенальти.

## Текущий состав
Следующие игроки были вызваны в сборную на товарищеские матчи против сборной Уэльса 7 и 10 апреля 2023 года.
Игры и голы приведены по состоянию на 11 апреля 2023 года:
| 1  | Вр  | Милла-Май Маджасаари     | 15 октября 1999 (25 лет)  | 1   | 0  | АИК               |  |  |  |
| 12 | Вр  | Тамминен, Анна           | 30 октября 1994 (30 лет)  | 9   | 0  | Хаммарбю          |  |  |  |
| 23 | Вр  | Тинья-Риикка Корпела (к) | 5 мая 1986 (39 лет)       | 113 | 0  | Тоттенхэм Хотспур |  |  |  |
|    |     |                          |                           |     |    |                   |  |  |  |
| 2  | Защ | Элли Пиккуйямса          | 24 октября 1999 (25 лет)  | 25  | 0  | Рассинг Луисвилл  |  |  |  |
| 3  | Защ | Ева Нюстрем              | 29 ноября 1999 (25 лет)   | 8   | 0  | Хаммарбю          |  |  |  |
| 5  | Защ | Эмма Койвисто            | 25 сентября 1994 (30 лет) | 84  | 3  | Ливерпуль         |  |  |  |
| 6  | Защ | Тия Пелтонен             | 8 июня 1995 (30 лет)      | 10  | 0  | Фортуна (Йёрринг) |  |  |  |
| 15 | Защ | Наталиа Куйкка           | 1 декабря 1995 (29 лет)   | 76  | 3  | Портленд Торнс    |  |  |  |
| 21 | Защ | Нанне Руусканен          | 19 ноября 2001 (23 года)  | 1   | 0  | Бранн             |  |  |  |
| 24 | Защ | Йоанна Тюнниля           | 1 сентября 2001 (23 года) | 3   | 0  | Бранн             |  |  |  |
|    |     |                          |                           |     |    |                   |  |  |  |
| 4  | ПЗ  | Риа Ёлинг                | 15 сентября 1994 (30 лет) | 70  | 9  | Русенгорд         |  |  |  |
| 7  | ПЗ  | Аделина Энгман           | 11 октября 1994 (30 лет)  | 89  | 12 | Хаммарбю          |  |  |  |
| 8  | ПЗ  | Олга Ахтинен             | 15 августа 1997 (27 лет)  | 53  | 4  | Линчёпинг         |  |  |  |
| 9  | ПЗ  | Вилма Койвисто           | 21 ноября 2002 (22 года)  | 5   | 1  | Норрчёпинг        |  |  |  |
| 10 | ПЗ  | Эмми Аланен              | 30 апреля 1991 (34 года)  | 101 | 21 | Кристианстад      |  |  |  |
| 11 | ПЗ  | Нора Героум              | 20 июля 1994 (30 лет)     | 88  | 2  | Парма             |  |  |  |
| 13 | ПЗ  | Уна Сирен                | 23 февраля 2001 (24 года) | 1   | 0  | КуПС              |  |  |  |
| 16 | ПЗ  | Неа Лехтола              | 24 октября 1998 (26 лет)  | 2   | 0  | Брондбю           |  |  |  |
| 19 | ПЗ  | Эмма Пеухкуринен         | 30 ноября 1999 (25 лет)   | 3   | 0  | Эребру            |  |  |  |
| 20 | ПЗ  | Эвелиина Сумманен        | 29 мая 1998 (27 лет)      | 52  | 10 | Тоттенхэм Хотспур |  |  |  |
| 25 | ПЗ  | Катарина Косола          | 24 февраля 2001 (24 года) | 6   | 1  | Эребру            |  |  |  |
|    |     |                          |                           |     |    |                   |  |  |  |
|    | Нап | Санни Франсси            | 19 марта 1995 (30 лет)    | 66  | 4  | Реал Сосьедад     |  |  |  |
| 14 | Нап | Хайди Колланен           | 6 июня 1997 (28 лет)      | 24  | 3  | Эребру            |  |  |  |
| 18 | Нап | Линда Сяллстрём          | 13 июля 1988 (36 лет)     | 127 | 55 | Виттшё            |  |  |  |
| 22 | Нап | Ютта Рантала             | 10 ноября 1999 (25 лет)   | 15  | 4  | Виттшё            |  |  |  |